# Karlín
Karlín település Csehországban, a Hodoníni járásban. Lakosainak száma 189 fő (2024. január 1.).

## Fekvése
Karlín Nenkovice, Hovorany és Násedlovice településekkel határos.

## Népesség
A település lakosságának változását az alábbi diagram mutatja:
| Lakosok száma | 215  | 219  | 412  | 377  | 283  | 209  | 232  | 227  | 202  | 189  |
|               | 1869 | 1890 | 1921 | 1950 | 1980 | 2001 | 2017 | 2019 | 2022 | 2024 |